# Anne Royall
Anne Royall (11 de junio de 1769—1 de octubre de 1854), por algunos, considerada como la primera periodista profesional en los Estados Unidos. Nacida como Anne Newport en Baltimore, Maryland.
Anne creció en la frontera oeste de Pensilvania, antes de que su familia empobrecida y carente de padre, emigrara hacia el sur a las montañas del oeste de Virginia. Ahí, a la edad de 16 años, ella y su viuda madre fueron empleadas como sirvientas en la casa de William Royall, un adinerado comandante americano de la Revolución, practicante de la masonería y el deísmo, quien vivía en Sweet Springs en el Condado Monroe (actualmente en Virginia Occidental). Royall, 20 años mayor que Anne, tomó interés en ella y en su educación, mostrándole las obras de Shakespeare y Voltaire y permitiéndole hacer uso libremente de su extensa biblioteca. Se casaron en 1797. La pareja vivió confortablemente hasta que él murió en 1812, lo cual provocó disputas legales entre Anne y los familiares de Royalle quienes alegaban que ellos nunca estuvieron legalmente casados y que el testamento en el que le heredaba la mayor parte de sus propiedades era falsificado. Después de 7 años el testamento fue declarado nulo y ella quedó prácticamente sin un centavo.

## Años literarios
Anne pasó los siguientes cuatro años viajando por Alabama, escribiendo cartas a una amiga acerca de la evolución del joven Estado, que posteriormente fueron convertidas en un manuscrito publicado como “Cartas desde Alabama”. También escribió una novela titulada The Tennessean antes de establecerse en Washington, D.C.
Llegó a Washington en 1824 para pedir una pensión federal como viuda de un veterano de guerra, pues de acuerdo a la ley de pensiones de esa época, las viudas tenían que defender su caso ante el Congreso. Permaneció inconforme hasta que el Congreso aprobó una nueva ley de pensiones en 1848. Incluso entonces, la familia de su esposo cobraba la mayor parte del dinero de su pensión.
Mientras se encontraba en Washington intentando asegurarse una pensión, Anne sorprendió al Presidente John Quincy Adams durante uno de sus acostumbrados baños matutinos en el río Potomac. Es comúnmente narrado, pero falso, que ella reunió la ropa del presidente y se sentó sobre ella hasta que él respondió a sus preguntas, ganándose así la primera entrevista presidencial concedida a una mujer.
Posteriormente Adams apoyó la petición de Anne para una pensión. También la invitó a visitar a su esposa, Louisa Adams, en su casa de Washington, lo cual hizo. La Sra. Adams le obsequió un chal blanco cuando ella viajó al norte para obtener pruebas de que su esposo había prestado servicio en el ejército. 
Más tarde, Anne recorrió Nueva Inglaterra, Pensilvania, Nueva York y Massachusetts, tomando abundantes notas y usando sus conexiones con los masones para sustentar sus viajes.
En Boston, se detuvo a visitar al expresidente John Adams para ponerlo al tanto de su hijo y de su nuera. Después en 1826, a la edad de 57 años, publicó sus notas en el libro titulado Sketches of History, Life an Manners in the United States (Apuntes de la Historia, Vida y Costumbres en los Estados Unidos). Su manuscrito previo, The Tennessean, se publicaría un año después.
Las sarcásticas observaciones en sus libros y sus opiniones públicas causaron revuelo y le ganaron poderosos enemigos. Fue ridiculizada como una excéntrica regañona, hombruna y (en palabras del editor de un periódico) “una salvaje gata literaria proveniente de un sitio poco refinado”. 
En 1829, Anne Royall regresó a Washington, D.C. y comenzó a vivir en el barrio llamado Capitol Hill, cerca de una estación de bomberos. La estación de bomberos, la cual había sido construida con dinero federal, había estado permitiendo a una pequeña congregación Presbiteriana usar sus instalaciones para los servicios. Royall, quien por largo tiempo, había hecho de los Presbiterianos particular objeto de su desprecio en sus escritos, se opuso a que usaran el edificio para confundir los límites, entre la Iglesia y el Estado. También reclamó que algunos de los niños de la congregación comenzaron a tirar piedras a sus ventanas, que un miembro de la congregación, comenzó a rezar silenciosamente bajo su ventana y otros la visitaron en un intento de convertirla. Royall respondió a sus provocaciones con maldiciones y fue arrestada. Fue procesada y condenada por ser “una molestia pública, buscapleitos y perturbadora de la paz”. 
Aunque una silla de castigo conocida como “ducking scold” había sido construida cerca de ahí, la corte dictaminó que el castigo tradicional ducking scold (chapuzón desde una silla) era obsoleto, y en su lugar, fue multada con 10 dólares. Dos reporteros del periódico de Washington The National Intelligencer pagaron la multa. Apenada por el incidente, Royall se marchó de Washington y continuo viajando.
De regreso en Washington en 1831, publicó un periódico desde su casa con la ayuda de su amiga Sally Stack. El periódico, Paul Pry expuso la corrupción y los fraudes políticos. Vendido sin ayuda de nadie, contenía sus editoriales, cartas al editor y sus respuestas y anuncios. Fue publicado hasta 1836, cuando fue sucedido por The Huntress (La Cazadora). 
Royall contrató huérfanos para la imprenta y enfrentó constantes problemas financieros, los cuales se agravaron cuando los encargados de las oficinas de correos se negaron a entregar sus periódicos a los suscriptores, hasta su muerte e la edad de 85 años en 1854, terminando así una carrera periodística de 30 años.